# Hampen
Hampen er en by i Midtjylland med 333 indbyggere  (2024), beliggende 26 km sydvest for Silkeborg, 7 km nord for Nørre Snede, 19 km nordøst for Brande og 21 km sydøst for Ikast. Byen hører til Ikast-Brande Kommune og ligger i Region Midtjylland. I 1970-2006 hørte den til Nørre Snede Kommune.
Hampen hører til Hampen Sogn, der indtil 1. oktober 2010 var et kirkedistrikt i Nørre Snede Sogn. Hampen Kirke ligger lidt syd for byen. Hampen Sø ligger 1 km fra byen, øst for primærrute 13.

## Faciliteter
- Hampen Multihal er opført i 1970.[2]
- Regnbuen er en børnehave med plads til 42 børn.[3]
- Hampen Camping ligger i den sydøstlige ende af byen. Hovedbygningen husede tidligere en købmand.

## Historie

### Kommunen
Nørre Snede Sogn og Ejstrup Sogn udgjorde i 1800-tallet én sognekommune. Men de blev senere skilt, så de ved kommunalreformen i 1970 var 2 selvstændige sognekommuner. De slog sig sammen igen og dannede Nørre Snede Kommune, som Hampen altså hørte til i 1970-2006.

### Stationsbyen
Hampen fik jernbanestation på Diagonalbanen (1920-1971). Stationen blev anlagt på bar mark, og det lave målebordsblad fra 1900-tallet viser at Hampen kun var spredte gårde og huse. Men Topografisk kort 1953-76 viser at der i banens tid nåede at blive dannet en by.
Godstrafikken mellem Brande og Hjøllund fortsatte til 1989. I 1992 blev banelegemet overdraget til Naturstyrelsen, som etablerede Funder-Ejstrup natursti. Stationsbygningen er bevaret på Nørre Alle 10.